# Peștera Toșorog
Peștera Toșorog (monument al naturii numit și Jgheabul cu gaură), este o arie protejată de interes național ce corespunde categoriei a III-a IUCN (rezervație naturală de tip mixt - speologic și faunistic), situată în județul Neamț pe teritoriul administrativ al comunei Bicazu Ardelean.

## Localizare
Aria naturală se află la  965 m  altitudine în partea nord-vestică a  satului Telec și, în imediata apropiere a DJ127A în nord-estul Munților Hășmaș, la limita vestică a județului Neamț cu județul Harghita.
Accesul către obiectiv se face pe un traseu marcat și semnalizat cu panouri de informare.

## Caracteristici

### Descriere
Reprezintă o peșteră aflată în versantul de est-nord-est al muntelui Toșorog la nivelul versantului drept al văii Bradului (Capra), la circa 9 km în amonte de conflueța acestui pârîu cu Bicazul. Are aspect de labirint subteran cu o lungime de 423 m dezvoltat în sensul înclinării stivei de conglomerate, pe denivelare de 57 m.
Deoarece vizitarea nu se face într-un cadru organizat și nu au fost luate măsuri de protejare și conservare, actual peștera se află într-o stare de degradare ireparabilă (o parte dintre stalactite și stalagmite au fost distruse de către turiști, există urme ale unor vetre de foc și pereții poartă urme de gravură).

### Importanța ca arie protejată
Rezervația este de interes speologic și faunistic. Din punct de vedere geologic, peștera reprezintă un caz particular, legat de dezvoltarea endocarstului în conglomerat. A apărut printr-un mecanism genetic complex și, datorită inactivării procesului de carstogeneză este o peșteră de tip fosil. Aici supraviețuiește o importantă colonie de lilieci, care actual este pe cale de dispariție din cauza distrugerii de către turiști a habitatelor din interior. 

### Aspecte turistice
Nu există facilități turistice și nici electrificare. 
Accesul în primele două săli este facil, traseul implicând ulterior trecerea printr-o gaură de 4-5 m unde, din cauza umezelii de pe pereți se recomandă folosirea unor tehnici de asigurare. Din pricina dificultăților pe care le implică în continuare parcurgerea puțurilor tunelurilor și galeriilor de legătură (majoritatea sub 1 m înălțime) dintre săli, peștera nu poate avea funcție turistică. De principiu vizitarea ei se face numai pe anumite trasee și, implică existența ca partener a unei persoane cu o oarecare experiență în speologie.

### Speleogeneză și aspecte geomorfologice
Peștera a apărut din cauze de natură tectonică și a evoluat în conglomerate cretacice, fiind din acest punct de vedere un caz particular pentru această parte a Carpaților Orientali, deoarece relieful endocarstic de aici nu este legat de o zonă calcaroasă. Este cea mai lungă peșteră din România cu geneză în conglomerate.
Conform geologului Constantin Grasu, premisele apariției peșterii au fost fețele de stratificație primară (există un paralelism între planșeul și plafonul majorității compartimentelor și înclinarea bancurilor de conglomerate) și sistemul de fisuri care străbat masa acestora. Solubilitatea cimentului și a elementelor calcaroase, a făcut ca prin dizolvare și eroziune fisurile și golurile dintre stratele de conglomerate să fie treptat lărgite, asfel formându-se sălile. Formațiunile concreționare au luat naștere prin precipitare chimică, rezultat al infiltrării apei de la suprafață într-o perioadă climatică mult mai umedă decât cea actuală (din acest motiv, sub raport hidrologic peștera este de tip fosil, actual inactivă). În dinamică s-au asociat  și procese de prăbușire a structurilor de conglomerate din plafon sau pereții laterali. 
În partea sudică, versantul în care se află peștera este brăzdat de un torent cu talvegul puternic înclinat (jgheab) față de care ea se găsește mai sus (de unde și denumirea locală de Jgheabul cu gaură).
Peștera este dezvoltată în conglomerate cretacice superioare, depuse în faza a treia de sedimentare a chiuvetei Tulgheș și constituite din majoritatea rocilor mai vechi din fundament (calcare jurasice și cretacice inferioare, gresii dure silicioase, jaspuri precum si fragmente de cristalin). Predomină însă elementele calcaroase, în special calcarele de tip Stramberg.

## Istoric
Date extinse de certitudine despre cartografia peșterii aduc, începând cu anul 1966, N. Valenciuc, I. Ion și M. Harea de la Universitatea „Alexandru Ioan Cuza” din Iași, dar explorarea deplină a acesteia s-a făcut în 1988 de către Clubul Sportiv „Montana” Onești.
Arealul, cu o suprafață de un hectar, a fost declarat arie protejată în 1971 la propunerea Muzeului de Științe Naturale Piatra Neamț și Rezervație naturală mixtă în 1994, acest regim fiind reconfirmat prin Legea Nr.5 din 6 martie 2000 (privind aprobarea Planului de amenajare a teritoriului național - Secțiunea a III-a - zone protejate).